# Staten
De staten of standenvergadering (ook wel stenden of standen) was in de late middeleeuwen en vroegmoderne tijd een politiek orgaan in verschillende landen en gewesten.
De vertegenwoordigers van de verschillende standen hadden hierin een zekere vorm van inspraak tegenover de landsheer (bijvoorbeeld de koning, hertog of graaf). 
De staten vertegenwoordigden de drie maatschappelijke lagen of standen van de bevolking, meestal: 
- de geestelijkheid
- de adel (verenigd in ridderschappen)
- de (gegoede) burgerij in de steden

Soms daarbij ook nog:
- de plattelandselite oftewel de (gegoede) boeren.

## Nederlanden
In de politieke ontwikkelingen in deze periode in de Nederlanden (of Lage Landen) speelden de standenvergaderingen een grote rol. De namen Provinciale Staten en Staten-Generaal in het huidige Nederland zijn er bovendien van afgeleid; in België heeft men na de onafhankelijkheid voor andere benamingen gekozen.
De verschillende gewesten van de Nederlanden, zoals graafschappen, hertogdommen en prinsbisdommen, hadden allemaal hun eigen gewestelijke standenvergadering. Het waren immers in hedendaagse termen zelfstandige staatjes of landjes. De meeste van deze gewesten kwamen echter in personele unie onder het Bourgondische Rijk te vallen. Overleg tussen de verschillende gewestelijke staten mondde uit in de vorming van de Staten-Generaal, die meestal in Brussel bijeenkwam.
Een reden voor regerende gezagsdragers om de staten bijeen te roepen was vaak geldnood; zij vroegen dan een bede (belasting). Deze gelegenheden werden door de vertegenwoordigers vaak benut om nieuwe vrijheden te bepleiten; een reden waarom de heersers van de Lage Landen niet happig waren de Staten-Generaal bijeen te roepen en zich eerder richtten tot de afzonderlijke Staten van iedere provincie.
Met het Plakkaat van Verlatinghe verklaarden de Noordelijke Staten-Generaal in 1581 de vorst vervallen (verlaten) van zijn macht. De Staten of Staten-provinciaal namen de soevereiniteit zelf over en vormden sindsdien het bestuur van de verschillende gewesten in de Verenigde Republiek der Nederlanden (1581-1795).
Ook in de Zuidelijke Nederlanden bleven in die periode de Staten bestaan, alsook een "Zuidelijke" Staten-Generaal. In 1790 werd door die Staten-Generaal de onafhankelijkheid uitgeroepen en richtte men de Verenigde Nederlandse Staten op. Hetzelfde jaar nog hielden die op te bestaan toen de opstand door Oostenrijk werd neergeslagen.
Men kan de staten vergelijken met de hedendaagse wetgevende macht, zoals nu nog het geval is in de zelfstandige Britse Kroongebieden Jersey en Guernsey.